# 花羔红点鲑
花羔红点鲑，东北方言俗称花里羔子，在北美又称多莉瓦登鳟，为輻鰭魚綱鮭形目鲑科红点鲑属的鱼类。该物种的模式产地在堪察加，分布于太平洋北部亚洲和美洲沿岸以及黑龙江、绥芬河、图们江、珲春河、鸭绿江等，属于洄游性鱼类，但在图们江为陆封型，以昆蟲、軟體動物等為食，可做為食用魚。
花羔红点鲑的拉丁文种小名malma源自俄语，原因是德国自然历史学与生物分类学家约翰·朱利叶斯·沃尔鲍姆（1724年－1799年）在1792年用来自堪察加半岛的正模标本命名时参考了当地的俄语俗称。美国俗名“多莉瓦登鳟”始于1870年代早期的北加利福尼亚旧金山湾地区，因为花羔红点鲑的斑纹酷似1870年代早期在英美妇女中十分流行的一种花纹鲜艳的连衣裙，而连衣裙款式的名字源于狄更斯小说《巴纳比·拉奇》中美丽的锁匠女儿多莉·瓦登（Dolly Varden）。在19世纪和20世纪的大部分时间，花羔红点鲑被认为和强壮红点鲑是同一物种。